# Louisiana Famous Fried Chicken
A Louisiana Famous Fried Chicken é uma rede americana de fast food fundada em 1976 em Los Angeles por Joe Dion, natural de Michigan.
A empresa é um empreendimento de franquia em que os licenciados pagam pelos direitos de licença e por uma receita de farinha e pimenta vermelha usada para cobrir os pratos, mas não têm restrições. Além de Los Angeles, também há filiais em Pasadena e em outras localidades na Califórnia, no Arizona, na Geórgia, em Illinois, em Michigan, na Carolina do Norte e no Texas.

## História
O primeiro Louisiana Famous Fried Chicken foi criado por Joseph Dion, que fez experiências com uma receita que ele diz ter obtido de um chef de Nova Orleans, Paul Prudhomme. Dion iniciou a franquia em 1976 em um terreno na esquina da Vermont Avenue com a Imperial Highway, na Califórnia.
Em 2017, havia 148 restaurantes Louisiana Famous Fried Chicken nos Estados Unidos, a maioria administrada por cambojanos, e a propriedade da empresa havia sido transferida para Michael P. Eng.